# Schizostephanus gossweileri
Schizostephanus gossweileri är en oleanderväxtart som först beskrevs av Spencer Le Marchant Moore, och fick sitt nu gällande namn av Liede. Schizostephanus gossweileri ingår i släktet Schizostephanus och familjen oleanderväxter. Inga underarter finns listade i Catalogue of Life.